# Heinrich Dietz

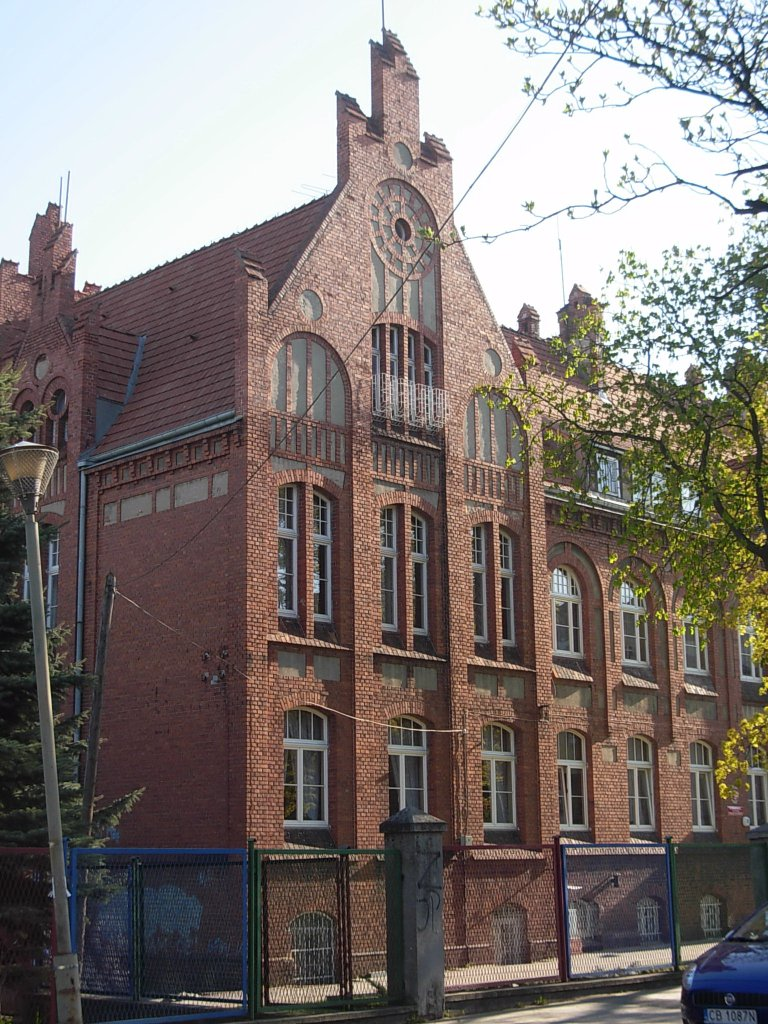
Sierociniec przy ul. Traugutta w Bydgoszczy, wybudowany w latach 1905-1907 z darowizny Heinricha Dietza

Heinrich Ernst Dietz (1840–1901) – niemiecki poseł do sejmu pruskiego, radny i radca magistratu Bydgoszczy, fundator sierocińca przy ul. Traugutta 5 w Bydgoszczy.

## Życiorys
Urodził się 13 marca 1840 r. w Bydgoszczy. Był synem Augusta Friedricha, mistrza ślusarskiego i Caroline Marii z d. Geschke. Pochodził z rodziny niemieckich kolonistów osiadłych w Bydgoszczy po I rozbiorze Polski. Podstawą egzystencji rodziny był mały warsztat ślusarski, a następnie sklep z artykułami żelaznymi przy Nowym Rynku.
W 1867 r. firma ojca przeszła na własność Heinricha Dietza. Sklep przekształcił się w stosunkowo duży skład żelaza sztabowego, blach i drobnych przedmiotów metalowych. W 1892 r. wycofał się z interesu i został rentierem. Swój sklep odsprzedał kupcowi bydgoskiemu Paulowi Eckertowi, a posiadany kapitał zainwestował w utworzone jesienią 1894 r. Bydgoskie Towarzystwo Żeglugi Holowniczej Spółka Akcyjna (niem. Bromberger Schleppschiffahrt Aktien Gesellschaft). Był członkiem rady nadzorczej firmy. Rozwój przedsiębiorstwa spowodował, że stał się człowiekiem bardzo zamożnym. W 1898 r. przeniósł się z domu przy Nowym Rynku do nowo wybudowanej willi przy ul. Gdańskiej 146.
Wysoki status majątkowy pozwolił mu na działalność polityczną i społeczną we władzach miasta. Od 1874 do 1881 r. pełnił funkcję członka Rady Miejskiej w Bydgoszczy. 24 lutego 1881 w wyborach uzupełniających powierzono mu stanowisko niepłatnego radcy magistratu, którą sprawował aż do śmierci. Jako członek magistratu pełnił również obowiązki kuratora Kasy Oszczędności miasta Bydgoszczy, kierował miejskim repozytorium oraz brał udział w pracach komisji kwaterunkowej i zaopatrzenia oraz miejskiego urzędu miar i wag.
Od 1879 r. pełnił funkcję posła do Sejmu Prowincji Poznańskiej. W latach 1894–1898 był  posłem do sejmu pruskiego w Berlinie z okręgu wyrzysko-bydgoskiego, jako reprezentant Partii Narodowych Liberałów. 
W 1894 r. znalazł się wśród członków założycieli bydgoskiej filii Towarzystwa Popierania Niemczyzny na Kresach Wschodnich (Hakaty) oraz wszedł w skład zarządu głównego tej organizacji.
Zmarł 11 sierpnia 1901 r. w Bydgoszczy. Pochowany został na cmentarzu ewangelickim przy ul. Jagiellońskiej.
W swoim testamencie Heinrich Dietz pozostawił do dyspozycji magistratu kapitał w wysokości 400 tys. marek. Jego wolą było wykorzystanie tych pieniędzy na budowę miejskiego sierocińca. Gmach ten oddano do użytku w 1907. Decyzją magistratu z 27 listopada 1908 r. sierocińcowi nadano imię Heinricha Dietza (niem. Heinrich-Dietzchen-Waisenhaus).
Kolejnym uhonorowaniem zmarłego było nadanie jednej z ulic miasta jego imienia. W 1906 r. planowano nadać nazwę Heinricha Dietza ulicy łączącej Nowy Rynek z Wełnianym Rynkiem (dziś ul. Melchiora Wierzbickiego), lecz na wniosek jego żony, nadano jego imię ulicy przy której wzniesiono budynek sierocińca. Ulica ta nazwę swą w brzmieniu polskim utrzymała także w okresie międzywojennego dwudziestolecia. Zmieniono ją dopiero w 1945 r. na ul. Romualda Traugutta.
Żonaty był z Marią z d. Beleites. Miał kilkoro dzieci.